# Ljudožder vegetarijanac (2012.)
Ljudožder vegetarijanac film je redatelja Branka Schmidta snimljen 2012. godine i hrvatski je kandidat za nagradu Oscar u kategoriji najbolji strani film.

## Radnja
Veći dio filma odvija se u fiktivnoj KB Iktus, gdje je dr. Danko Babić uspješan ginekolog u najboljim godinama, cijenjen stručnjak, zaposlen u vodećoj hrvatskoj klinici za ginekologiju i sterilitet. Nasuprot tome, film govori o korumpiranim policajcima i još gorim ginekolozima, korumpiranim, nemoralnim, odvratnim. Glavni lik oličenje je svega lošega u hrvatskome društvu, slobodno vrijeme ispunjeno mu je drogom (u filmu prvo šmrče bijeli prah, potom intravenozno uzima drogu nakon koje obično spava) i prostitutkama iz istočne Europe (nabada ruski), a agresiju ispucava mlateći po bubnjevima i pumpajući svoje predimenzionirane mišiće u teretani. Resurse ginekološkog odjela državne bolnice dr. Babić po potrebi koristi za ilegalne abortuse, postavljanje lažnih dijagnoza i iznudu novca od pacijenata, dok će zahvate u kojima ne vidi vlastitu korist radije prepustiti mlađim neiskusnijim kolegama.
Ako vam se učinilo da su samo liječnici prozvani u filmu, najbolji prijatelj dr. Babića je policijski načelnik Ilija, okorjeli diler droge kojem 10 kilograma droge, klađenje na ilegalnim borbama pasa ili organizacija pobačaja ljubavnice ministra u sedmom mjesecu trudnoće nije problem. 

## Glavni likovi
- Rene Bitorajac - dr. Danko Babić, uspješan ginekolog u najboljim godinama, na početku filma vozi bijeli Golf, nakon što počne raditi za Jedinka kupuje Mercedes kabriolet.
- Leon Lučev - Ilija Žuvela, policijski načelnik u Odjelu kriminaliteta droga, "rekao je da je pristao glumiti u filmu nakon što je saznao da je 90% scenarija istina".[6]
- Robert Ugrina -  dr. Soldo
- Rakan Rushaidat - dr. Hassan Al Sadat (s nadimkom Gadafi), doktor porijeklom iz Jordana, dr. Babiću ide po sendvič kad ga zamoli
- Ljubomir Kerekeš - prof. dr. Matić, ravnatelj KB
- Krešimir Mikić - dr. Bantić, mladi šef odjela u kome rade dr. Babić, Soldo, Hassan i doktorice Lovrić, Miller i Domljan
- Nataša Janjić - dugokosa sestra Lana, povremena ljubavnica dr. Babića
- Zrinka Cvitešić - dr. Lovrić, zgodna specijalizantica koja na početku filma šamarom odbije dr. Babića, kad joj on postane šef "oprosti mu"
- Daria Lorenci - dr. Miller
- Ozren Grabarić - Mario Filipović
- Ksenija Pajić - dr. Domljan
- Emir Hadžihafizbegović - Jedinko, narko šef, vlasnik noćnog kluba u koji dolaze "sve ugledni ljudi, generali, političari, nogometaši, odvjetnici" (citat iz filma) u kojem su djevojke iz "Rumunjske, Bugarske, Ukrajine" (citat iz filma)
- Mustafa Nadarević  - dr. Marelja, patolog
- Ksenija Marinković - pacijentica Švarc

## Nagrade i festivali
Na Festivalu igranog filma u Puli, 2012.:
1. Zlatna Arena za režiju (Branko Schmidt)
2. Zlatna Arena za najbolju glavnu mušku ulogu (Rene Bitorajac)
3. Zlatna Arena za masku (Jasna Rosini)
4. Zlatna Arena za scenografiju (Ivana Škrabalo) i
5. Zlatna Arena za kameru (Dragan Ruljančić).

Dobio je također nagradu Oktavijan, Nagrada FEDEORA-e za najbolji film.